# Goktarivier
De Goktarivier (Goktajohka) is een bergrivier die stroomt in de Zweedse gemeente Kiruna. De rivier krijgt haar water uit het Goktajávri, een meer van 20 hectare. Ze stroomt zuidoostwaarts, rechtaf op de Itterivier, waarin ze haar water loost. De Goktarivier is 4 kilometer lang.
Afwatering: Goktarivier → Itterivier → Tavvarivier → Lainiorivier → Torne → Botnische Golf